# اسلام در لسوتو
اسلام در لسوتو دین اقلیت است، در حالی که اکثریت جمعیت لسوتو مسیحی هستند. طبق قانون اساسی سکولار کشور، مسلمانان آزادی تبلیغ دین و ساخت مکان‌های عبادت را دارند. جمعیت مسلمان لسوتو حدوداً ۴٬۰۰۰ نفر برآورد می‌شود.اکثریت مسلمانان لسوتو سنی هستند. جمعیت احمدیه این کشور حدود ۳۵۰ نفر و شیعیان حدود ۱۵۰۰ نفر تخمین زده شده‌اند.

## پیشینه
بیشتر مسلمانان لسوتو از مهاجران جنوب آسیا، به‌ویژه از هند، پاکستان، بنگلادش و سری‌لانکا هستند که عمدتاً به منظور تجارت و کسب‌وکار در اوایل دههٔ ۱۹۰۰ از دوربان، کوازولو-ناتال به لسوتو مهاجرت کردند.

## امکان مذهبی
در ماسرو، پایتخت لسوتو، مکان‌های متعددی برای نماز جمعه وجود دارد، از جمله:
- جماعت‌خانهٔ بازار جکپات (Jackpot Market)
- جماعت‌خانهٔ ایستگاه اتوبوس (Bus Stop Jamaat Khana)
- جماعت‌خانهٔ مرکز خرید پایونیر (Pioneer Mall Jamaat Khana)
- مرکز اسلامی سکاماننگ (Sekamaneng Islamic Centre)
- مسجد عثمان در ها-هوهلو (Osaman Masjid at Ha-Hoohlo)
- منطقهٔ ثابونگ (Thabong)